# Ceratomerus barringtonensis
Ceratomerus barringtonensis är en tvåvingeart som beskrevs av Sinclair 2003. Ceratomerus barringtonensis ingår i släktet Ceratomerus och familjen Brachystomatidae. Inga underarter finns listade i Catalogue of Life.